# N18 (België)
De N18 is een gewestweg in België die Turnhout verbindt met Leopoldsburg. De totale lengte van de weg, van de ringweg rond Turnhout (R13) tot aan de N73 in het centrum van Leopoldsburg is ongeveer 34 km.

## Plaatsen langs de N18
- Turnhout
- Oud-Turnhout
- Schoonbroek
- Retie
- Dessel
- Mol
- Balen
- Leopoldsburg